# Christian Dior
Christian Dior (Granville, 21 de janeiro de 1905 – Montecatini Val di Cecina, 24 de outubro de 1957) foi um importante estilista francês. É o fundador da empresa de vestuário Christian Dior S.A., uma das mais famosas da moda mundial. 
Filho de um comerciante de fertilizantes da região do Canal da Mancha, tinha aspirações para ser Arquiteto,mas foi enviado para Paris a fim de estudar Relações Internacionais, uma vez que o seu pai queria que o filho seguisse a carreira diplomática.
Depois de terminar seus estudos no final da década de 20, Christian assumiu uma pequena galeria comprada por seu pai para ele. Lá, ele vendeu junto com amigos artes de artistas como Pablo Picasso. Com o início em 1929 da Grande Depressão, seu pai foi a falência e em 1931 sua mãe acabou falecendo. Devido a estes fatores, Dior teve que fechar sua pequena galeria que seu pai havia comprado.
Em 1938, Christian se tornou designer assistente de Robert Piguet, o principal costureiro de Paris. Em 1941, Dior começou a trabalhar para a marca Lucien Lelong. O seu círculo de amigos expandiu-se e conheceu um importante empresário da indústria têxtil, o francês Marcel Boussac. Marcel financiou a abertura de uma grife de Christian.
Em 1947 inaugurou a Mansão Dior de que o mundo pós-guerra necessitava. Além de causar fascínio pela sua elegância e luxo, o conceito do New Look vinha carregado de extravagância e exagero: vestidos tradicionalmente feitos com 5 metros de tecido, agora usavam até 40 metros.Isso também ajudou a repercussão do conceito permitindo encerrar a mentalidade do racionamento no pós-guerra. Durante a guerra, Dior vestia desde as esposas dos generais do império Nazista às mulheres francesas.
Ao longo de sua carreira fez a própria tradução física dos sonhos e da fantasia humana através de seus vestidos. Morreu durante suas férias em Montecatini Val di Cecina, Itália, no dia 23 de outubro de 1957, vítima de um ataque cardíaco.